# Pristomyrmex levigatus
Pristomyrmex levigatus är en myrart som beskrevs av Carlo Emery 1897. Pristomyrmex levigatus ingår i släktet Pristomyrmex och familjen myror. Inga underarter finns listade i Catalogue of Life.